# Religiose di Nazareth
Le Religiose di Nazareth (in francese Religieuses de Nazareth) sono un istituto religioso femminile di diritto pontificio: le suore di questa congregazione, dette Dame di Nazareth, pospongono al loro nome la sigla R.N.

## Storia
Nel 1806 la duchessa di Doudeauville, Augustine le Tellier (1764-1849), fondò a Montmirail un collegio per l'educazione delle fanciulle appartenenti a nobili famiglie decadute: la gestione del pensionato venne affidata a una comunità di religiose di diversa provenienza costrette ad abbandonare il monastero dopo la soppressione degli ordini contemplativi. Quando i tempi lo consentirono (1819), le religiose preferirono tornare in monastero (rifondarono l'abbazia benedettina di Jouarre).
Per dare continuità alla sua opera, la duchessa si rivolse al sacerdote gesuita Pierre Roger (1763-1839), il quale la mise in contatto con Élisabeth Rollat (1782-1843), sua figlia spirituale, che offrì la sua disponibilità. I tre stabilirono di creare una nuova congregazione femminile: ottenuto il permesso dell'arcivescovo di Reims Jean-Charles de Coucy, per la fondazione si stabilì la data 3 maggio 1822, festa dell'invenzione della Croce. L'istituto venne dedicato a Nazaret, per sottolineare il desiderio delle religiose di imitare la vita povera e nascosta di Gesù nella sua città di origine.
Carlo X approvò civilmente la congregazione nel 1827.
Le Dame di Nazareth ottennero il pontificio decreto di lode il 27 settembre del 1861: vennero approvate dalla Santa Sede il 7 marzo 1865; le loro costituzioni il 14 aprile 1896.

## Attività e diffusione
Le Religiose di Nazareth si dedicano all'istruzione e all'educazione cristiana della gioventù, alla direzione di collegi e convitti e ad altre opere pastorali.
Sono presenti in Francia, Italia, Libano e Palestina; la sede generalizia è a Roma.
Al 31 dicembre 2005 l'istituto contava 110 religiose in 18 case.